# Lý Văn Lượng

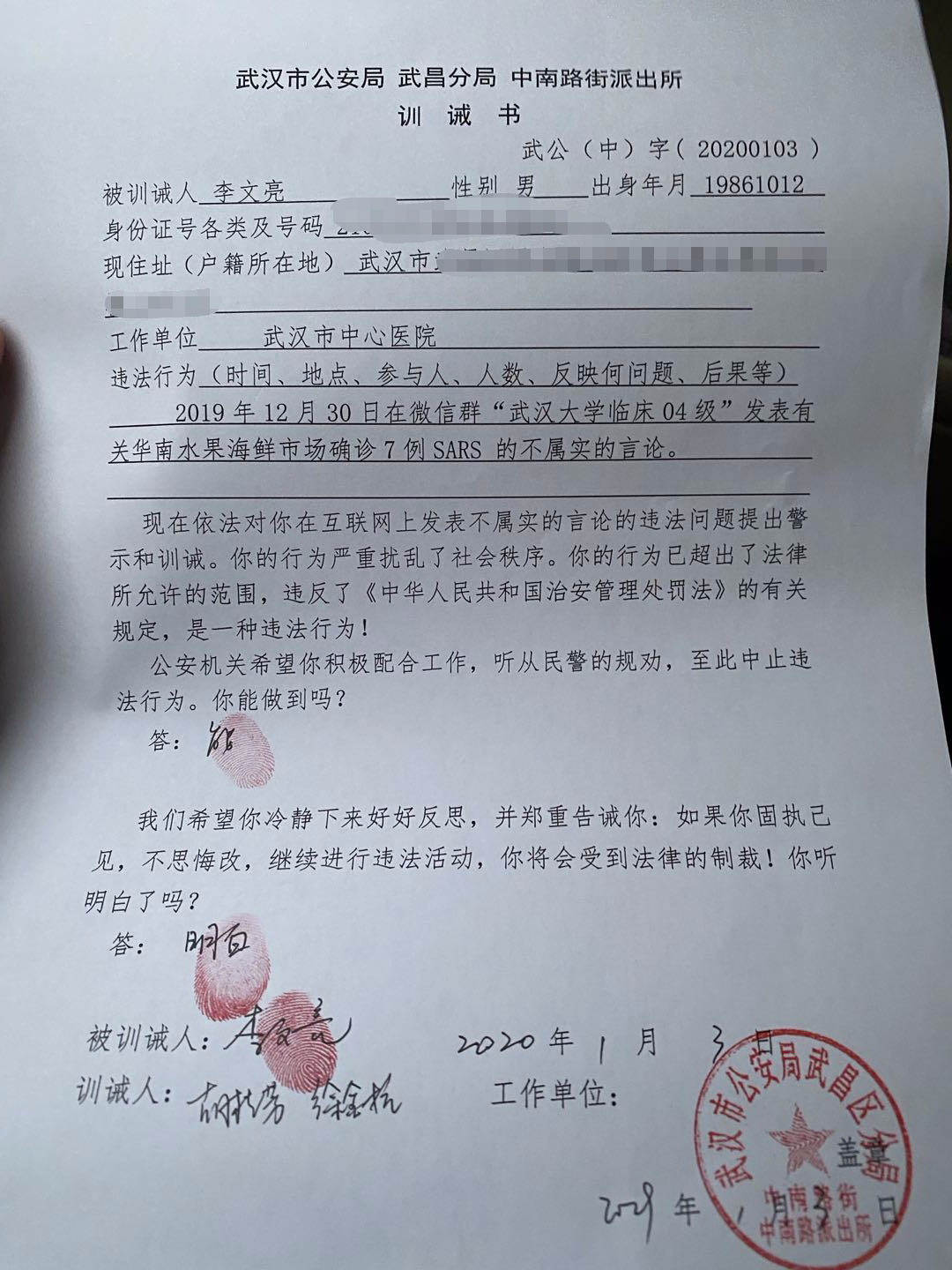
Thư cảnh cáo từ cảnh sát Vũ Hán, có chữ ký của Lý Văn Lượng

Lý Văn Lượng (tiếng Trung: 李文亮; bính âm: Lǐ Wénliàng, sinh 12 tháng 10 năm 1985 – 7 tháng 2 năm 2020) là một bác sĩ nhãn khoa người Trung Quốc công tác tại Bệnh viện Trung ương Vũ Hán.

## Cuộc đời
Lý Văn Lượng sinh vào ngày 12 tháng 10 năm 1985 ở Bắc Trấn, tỉnh Liêu Ninh, Trung Quốc. Từ 2004, Lý học y khoa tại Đại học Vũ Hán  trong 7 năm, anh có được bằng Thạc sĩ Y khoa.  Sau khi tốt nghiệp, anh làm việc tại Hạ Môn, Phúc Kiến, trong ba năm trước khi trở về Vũ Hán để làm bác sĩ nhãn khoa tại Bệnh viện Trung ương Vũ Hán.

## Phát hiện và cảnh báo COVID-19
Cuối tháng 12 năm 2019, bác sĩ Lý theo dõi một số bệnh nhân nhiễm virus giống SARS gây bệnh viêm phổi, từ đó anh đã cảnh báo về loại virus mới này trên nhóm WeChat của các cựu sinh viên Vũ Hán. Ảnh chụp màn hình đoạn cảnh báo của bác sĩ Lý được đưa lên mạng và nhanh chóng lan truyền.
Ngay đêm 30 tháng 12 năm 2019, các quan chức y tế thành phố Vũ Hán triệu tập Lý, yêu cầu được biết lý do anh chia sẻ thông tin. Ngày 3 tháng 1 năm 2020, cảnh sát Vũ Hán mời Lý đến làm việc, buộc anh ký biên bản với nội dung "phát tán thông tin sai lệch làm xáo trộn nghiêm trọng trật tự xã hội".
Tòa án Tối cao Trung Quốc hôm 28 tháng 1 năm 2020 đăng bài bình luận trên mạng xã hội chỉ trích việc giới chức Vũ Hán khiển trách Lý và các bác sĩ khác vì lan truyền "tin đồn". "Nếu công chúng lắng nghe 'tin đồn' này vào thời điểm đó và áp dụng các biện pháp như đeo khẩu trang, khử trùng nghiêm ngặt và tránh đến chợ bán động vật hoang dã thì chúng ta đã có thể ngăn ngừa và kiểm soát lây lan virus tốt hơn", bài bình luận có đoạn viết.
Mặc dù cảnh báo của bác sĩ Lý Văn Lượng bị chính quyền coi là "thông tin sai lệch" và bắt giữ anh  nhưng tất cả những gì diễn ra sau đó đã đúng với những dự liệu của anh, virus sau đó đã trở thành đại dịch lây lan toàn cầu. Song chính quyền Trung Quốc đã không đưa ra bất cứ lời xin lỗi nào đến gia đình bác sĩ.

## Qua đời
Ngày 28 tháng 1 năm 2020, Lý khám cho một nữ bệnh nhân nhiễm COVID-19. Anh bị ho 2 ngày sau đó và đến ngày 30 tháng 1 được xác định nhiễm COVID-19.
Truyền thông Trung Quốc cho biết bác sĩ Lý Văn Lượng qua đời lúc 21:30 (UTC+8) ngày 6 tháng 2 năm 2020 do virus corona (nCoV) khi mới 34 tuổi. Bác sĩ Lý để lại người vợ đang mang thai cũng bị nhiễm COVID-19. Tuy nhiên, tối ngày 6 tháng 2, Bệnh viện Trung ương Vũ Hán đăng trên Weibo rằng Lý Văn Lượng chưa qua đời và đang trong nguy kịch. Sau đó, Bệnh viện Trung ương Vũ Hán xác nhận bác sĩ Lý Văn Lượng đã qua đời vào sáng sớm ngày 7 tháng 2 năm 2020, vài giờ sau khi phủ nhận thông tin này.
Bệnh viện Trung ương Vũ Hán xác nhận trên tài khoản Weibo, cho biết thêm rằng bác sĩ Lý qua đời lúc 02:58 (01:58 giờ Hà Nội):
| “ | Trong cuộc chiến chống dịch bệnh viêm phổi do chủng mới virus corona (nCoV), bác sĩ nhãn khoa của bệnh viện chúng tôi Lý Văn Lượng không may bị nhiễm bệnh. Anh ấy qua đời sau tất cả những nỗ lực chúng tôi nhằm cứu sống anh ấy. Chúng tôi vô cùng thương tiếc sự ra đi của anh ấy. | ” |

### Phản ứng
Michael Ryan, giám đốc chương trình khẩn cấp y tế thuộc WHO, viết trên Twitter sau khi có thông tin bác sĩ Lý qua đời:
| “ | Chúng tôi đau buồn sâu sắc trước sự ra đi của bác sĩ Lý Văn Lượng. Tất cả chúng ta cần ghi nhận công lao của anh trong dịch Covid-19. | ” |

Ngày 7 tháng 2 năm 2020, Ủy ban Kiểm tra và Kỷ luật Trung ương Trung Quốc đã ra thông báo về việc sẽ cử một nhóm điều tra về các vấn đề liên quan đến bác sĩ Lý Văn Lượng, sau khi anh qua đời vì bị lây nhiễm COVID-19 từ một trong chính những bệnh nhân của mình.
Theo thông báo trên kênh truyền hình Vũ Hán, Sở Lao động và Xã hội Vũ Hán cho biết, gia đình của bác sĩ Lý Văn Lượng sẽ nhận được 820.000 nhân dân tệ. Trong đó, 785.000 nhân dân tệ là tiền bồi thường và 35.000 nhân dân tệ là chi phí hỗ trợ mai táng.
Sở Lao động và Xã hội Vũ Hán cũng gọi cái chết của bác sĩ Lý là "sự hy sinh vì công vụ" và bày tỏ chia buồn cùng gia đình Lý Văn Lượng.